# Ozalee
Ozalee est un prénom féminin.

## Sens et origine du prénom
- Serait un prénom féminin d'origine abénaquise nord-amérindienne[1].
- Prénom qui signifierait "ange" [2].

## Prénom de personnes célèbres et fréquence
- Prénom aujourd'hui non usité aux États-Unis[3].